# Europäischer Queller

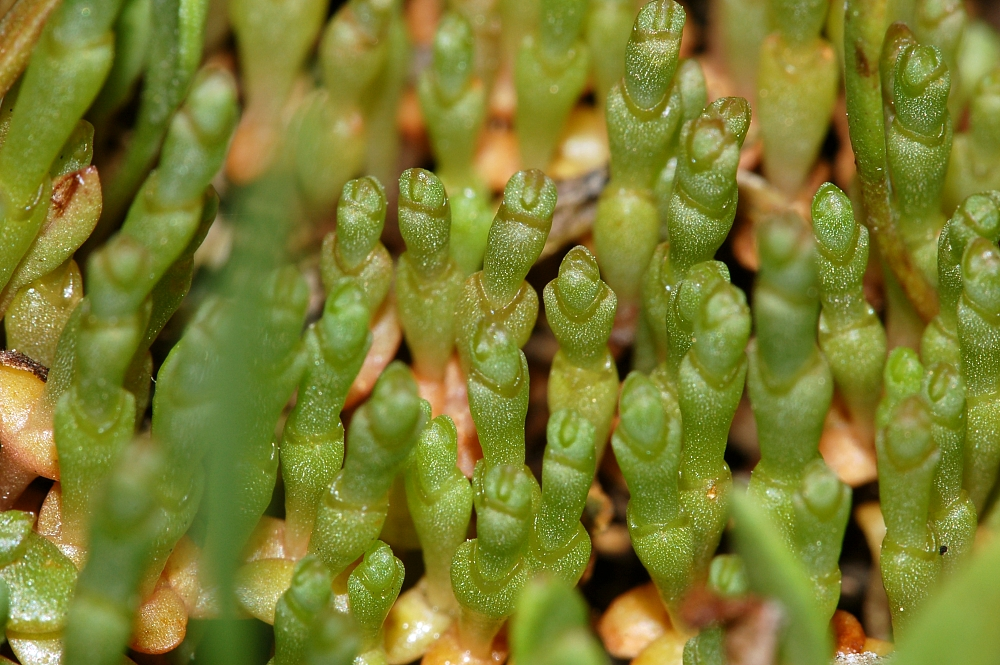
„Stämmchen“

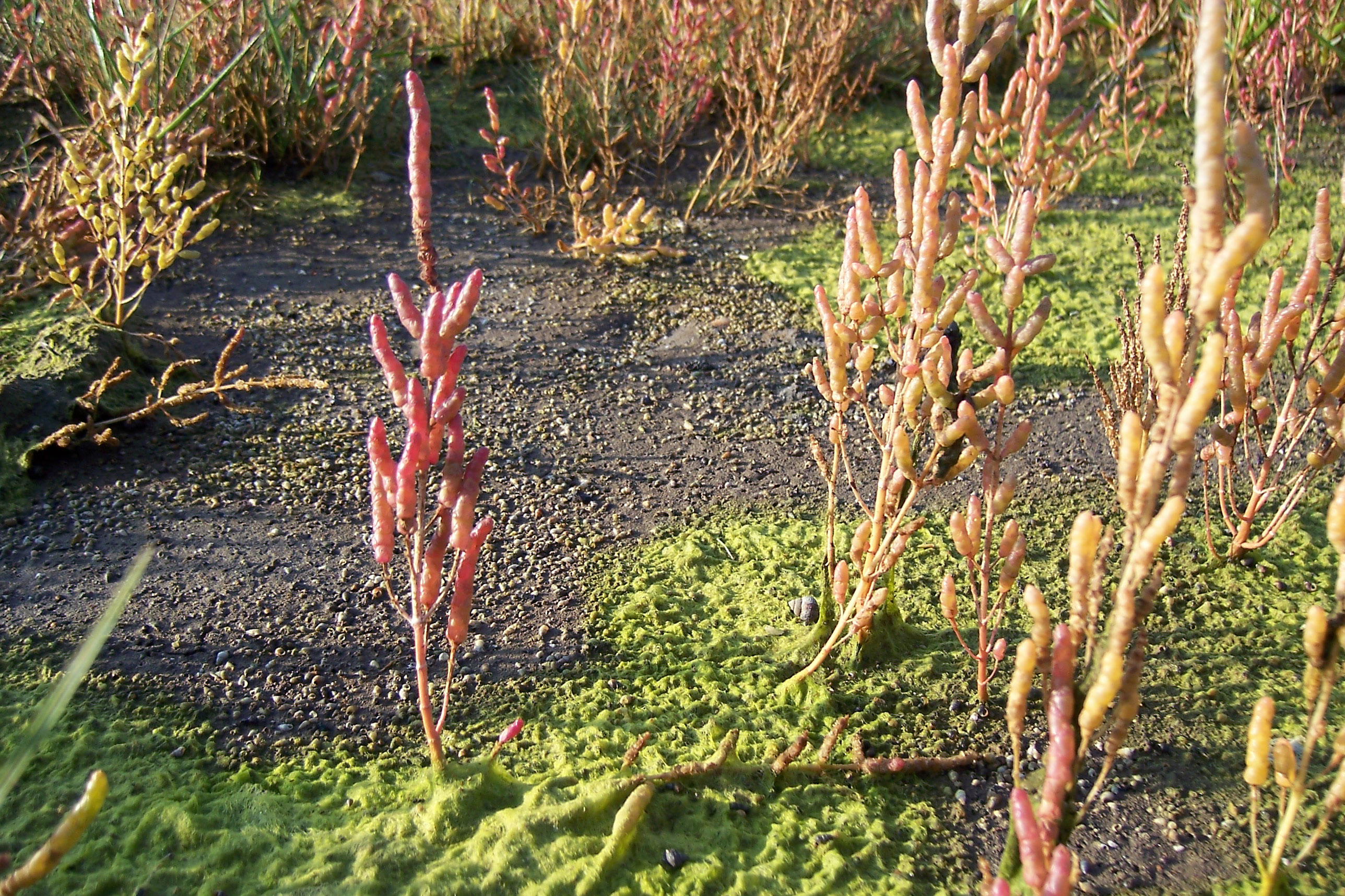
Herbstfärbung

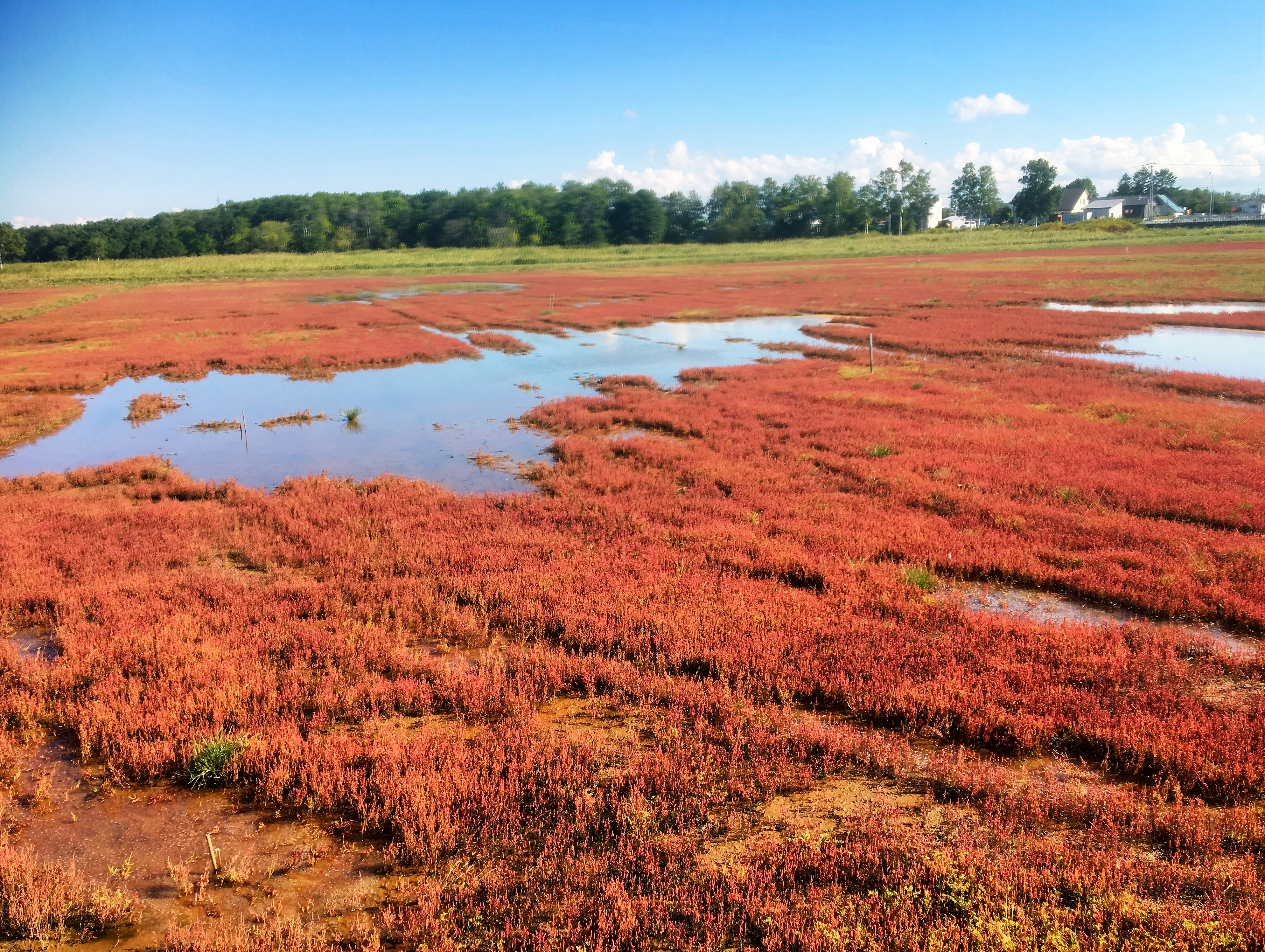
Herbstfärbung

Der Europäische Queller (Salicornia europaea-Aggregat) gehört zu den Fuchsschwanzgewächsen (Amaranthaceae). Es handelt sich um eine in Eurasien verbreitete Gruppe von sehr ähnlichen und schwer unterscheidbaren Arten. Kennzeichnendes Merkmal dieser Pflanzen sind ihre fleischigen, scheinbar gegliederten und blattlosen, einjährigen Sprossachsen. Sie sind Erstbesiedler der oft überfluteten Wattböden der Meeresküsten und Salzstellen des Binnenlandes. Der Queller wird auch als Meeresbohne, Meeresspargel, Glasschmelz oder Glasschmalz bezeichnet.

## Beschreibung
Queller sind einjährige, stammsukkulente Pflanzen, die Wuchshöhen zwischen 5 und 45 Zentimeter erreichen. Es sind Salzpflanzen (Halophyten). Sie sind grün, schmutzig-rötlich oder grüngelb gefärbt. Im Herbst nimmt der Queller eine intensive rötliche, bei anderen Formen gelbliche Färbung an. Der Stängel ist je nach Unterart mehr oder weniger verzweigt aufrecht oder niederliegend, dickfleischig-glasig mit zu Schuppen reduzierten Blättern, die den Stängel berinden, wodurch die Pflanzen gelenkartig bis knotig gegliedert erscheinen.
Die Blütezeit erstreckt sich von Juni bis September. In der Regel sind ein bis drei Blüten in Vertiefungen zwischen einem winzigen Tragblatt und der Hauptachse eingesenkt. Die äußerst unscheinbaren Blüten sind zwittrig. Es werden Kapselfrüchte gebildet, die vom sackförmigen, schwammigen Perigon eingehüllt sind. Sie werden auch Salzentzieher genannt.

## Standort
Das Hauptverbreitungsgebiet sind die Küsten der gemäßigten Breitengrade der Nordhalbkugel von Europa bis Asien (China, Indien, Japan, Korea, Russland), also das nördliche Eurasien. Die Pflanzen bilden in den Wattbereichen der Nord- und Ostsee, an der Atlantikküste sowie im Mittelmeerraum große Bestände.
Der Queller kann aufgrund seiner hohen Überflutungs- und Salztoleranz am weitesten meerseits vordringen. Er bildet hier die sogenannte Quellerzone und wächst oft zusammen mit dem Salz-Schlickgras, das als einzige weitere Landpflanze ebensoweit vordringen kann. Der Queller bevorzugt schlickigen, aber auch salzigen Sandboden.

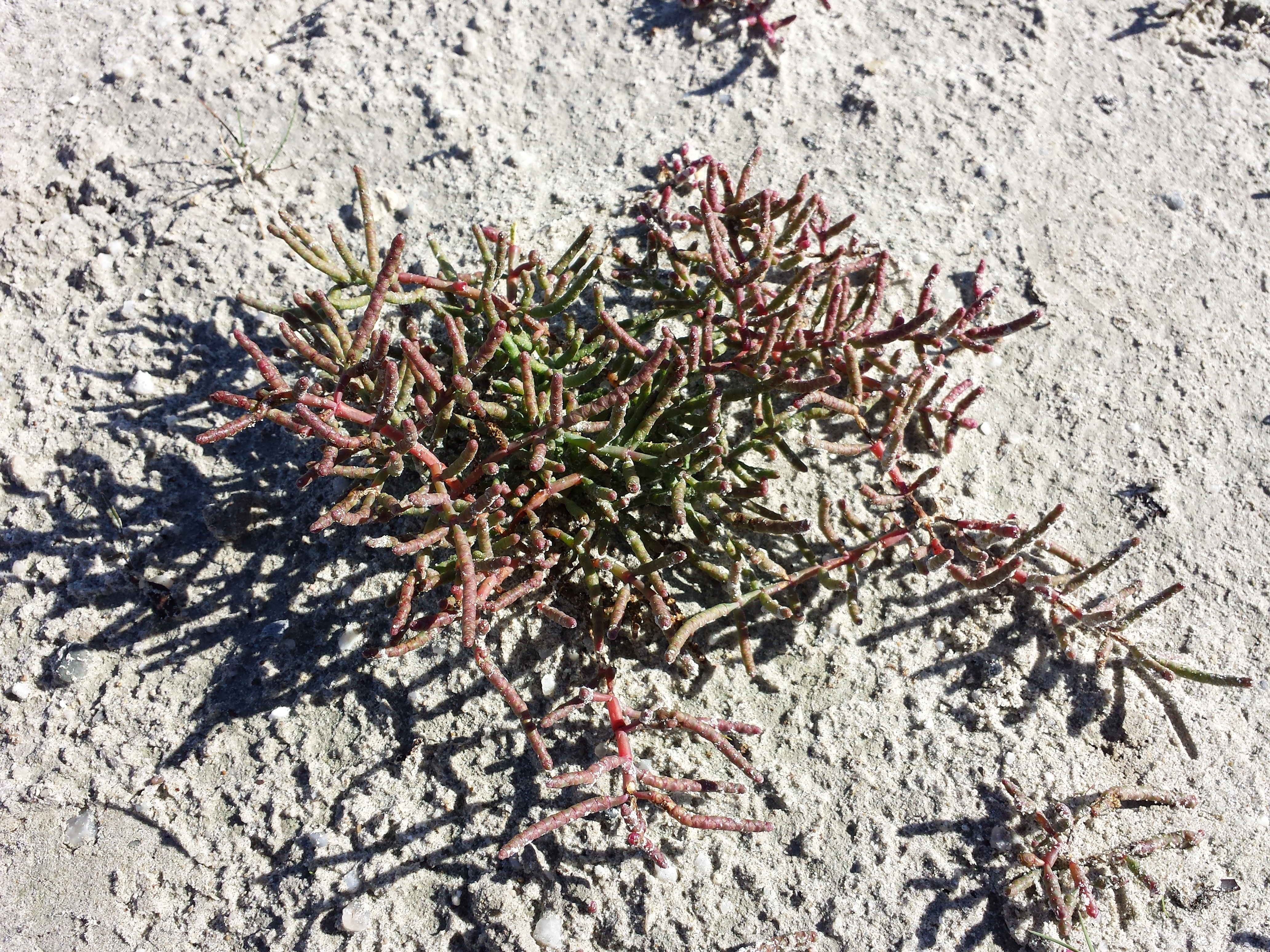
Pannonien-Glasschmalz (Salicornia perennans) im Seewinkel

Auch im Binnenland trifft man den Queller auf salzhaltigen Böden an. Hier ist es die kryptische Art Pannonien-Glasschmalz (Salicornia perennans), welche zur Salicornia europaea-Artengruppe gehört und sich genetisch von den Populationen der Meeresküsten unterscheidet. In Österreich tritt sie auf Salzstandorten im pannonischen Gebiet des Burgenlandes, besonders im Seewinkel zerstreut auf. Ehemalige Vorkommen bei Zwingendorf sind erloschen. In Österreich gilt die Art als gefährdet.

## Vergesellschaftung
Salicornia europaea gedeiht in Mitteleuropa in Gesellschaften der Ordnung Thero-Salicornietalia.

## Systematik und Verbreitung
Durch die Sukkulenz, die stark reduzierte Morphologie und die große Variabilität erwies sich die taxonomische Gliederung als extrem schwierig. Provisorisch wurden bis 2011 in Deutschland mehrere Kleinarten unterschieden: Zierlicher Kurzähren-Queller (Salicornia europaea subsp. europaea), Gewöhnlicher Kurzähren-Queller (Salicornia europaea subsp. brachystacha), Sandwatt-Queller (Salicornia procumbens) und Schlickwatt-Queller (Salicornia stricta). Erst 2012 konnten Kadereit et al. durch molekulargenetische Untersuchungen die eurasischen Vertreter in zwei Artengruppen mit vier Arten einteilen:
- Salicornia europaea Artengruppe. Mit ein bis drei Blüten pro Zyme, die beiden seitlichen Blüten sind deutlich kleiner als die mittlere Blüte. Chromosomenzahl 2n=18. Mit zwei Kryptospezies, die sich genetisch unterscheiden, aber morphologisch gleichen:
  - Salicornia europaea L. (= Kurzähren-Queller), mit drei Unterarten
    - Salicornia europaea subsp. europaea, an den Meeresküsten von Südspanien bis nach Nordskandinavien. Sie haben immer jeweils drei Blüten pro Zyme. Zu den zahlreichen Synonymen gehören Salicornia annua Sm., Salicornia appressa Dumort., Salicornia brachystachya (G.Mey.) D.Koenig, Salicornia gracillima (F.Towns.) Moss, Salicornia herbacea L., Salicornia herbacea var. brachystachya G.Mey., Salicornia herbacea var. pusilla Hook.f., Salicornia herbacea var. ramosissima Hook.f., Salicornia obscura P.W.Ball & Tutin, Salicornia pusilla (Hook. f.) E.S.Marshall, Salicornia pusilla var. gracillima F.Towns., Salicornia ramosissima (Hook.f.) E.S.Marshall und Salicornia smithiana Moss.
    - Salicornia europaea subsp. disarticulata (Moss) Lambinon & Vanderpoorten (Syn. Salicornia disarticulata Moss.). Sie weist nur eine Blüte pro Zyme auf. Die Unterart ist an den Atlantikküsten der Bretagne, der Niederlande und Südenglands verbreitet.
    - Salicornia europaea subsp. × marshallii Lambinon & Vanderpoorten, mit ein bis drei Blüten pro Zyme, ist eine Hybride der beiden vorigen Unterarten. Sie kommt an der Atlantikküste der Bretagne und der Niederlande vor.

  - Salicornia perennans Willd. (Syn. Salicornia prostrata Pallas) (= Pannonien-Glasschmalz), mit zwei Unterarten:
    - Salicornia perennans subsp. perennans. Sie ist weit mediterran-kontinental verbreitet von Nordafrika und dem Mittelmeerraum bis zur Ostsee und zum Weißen Meer (stellenweise auch am Atlantik und der Nordsee), über Asien bis Jakutsk (Sibirien), Japan und Korea. Synonyme sind Salicornia prostrata Pallas, Salicornia herbacea var. prostrata Moq., Salicornia acetaria Pallas, Salicornia herbacea var. acetaria (Pall.) Moq., Salicornia prostrata subsp. simonkaiana Soó, Salicornia patula Duval-Jouve, Salicornia duvalii A.Chev. und Salicornia europaea subsp. duvalii (A.Chev.) Maire. Sie wurde oft als Salicornia ramosissima fehlbestimmt.
    - Salicornia perennans subsp. altaica (Lomon.) G. Kadereit & Piirainen, (Syn. Salicornia altaica Lomon.) nur im Altai (Russland, Mongolei)
- Salicornia procumbens Artengruppe:
  - Salicornia procumbens Sm. (= Sandwatt-/Schlickwatt-Queller). Die drei Blüten pro Zyme sind fast gleich groß. Chromosomenzahl 2n = 36 oder 18. Mit vier Unterarten:
    - Salicornia procumbens subsp. procumbens. Weit verbreitet an den Küsten von Mittelmeer und Atlantik von Marokko bis nach Skandinavien, auch im Inland (Türkei, Ukraine). Synonyme sind Salicornia borysthenica Tzvelev, Salicornia dolichostachya Moss, Salicornia emericii Duval-Jouve, Salicornia fragilis P.W.Ball & Tutin, Salicornia lutescens P.W.Ball & Tutin, Salicornia oliveri Moss, Salicornia emericii var. peltii Géhu, Géhu-Franck & Caron, Salicornia herbacea var. stricta G.Mey., Salicornia procumbens var. stricta (G.Mey.) J.Duvign. & Lambinon, Salicornia strictissima Gram, Salicornia dolichostachya subsp. strictissima (Gram) P.W.Ball, Salicornia veneta Pignatti & Lausi, Salicornia ramosissima var. vicensis J.Duvign. und Salicornia vicensis (J.Duvign.) J.Duvign.
    - Salicornia procumbens subsp. freitagii (Yaprak & Yurdak.) G. Kadereit & Piirainen (Syn. Salicornia freitagii Yaprak & Yurdak.). Freie Blattspitze deutlich zugespitzt, Blütenstände 1,5–3 cm lang. Endemisch in Zentral-Anatolien (Türkei).
    - Salicornia procumbens subsp. pojarkovae (Semenova) G. Kadereit & Piirainen, an den Küsten des Weißen Meeres (Russland) und der Barentssee (Norwegen). Synonyme sind Salicornia pojarkovae Semenova und Salicornia dolichostachya subsp. pojarkovae (Semenova) Piirainen.
    - Salicornia procumbens subsp. heterantha (S.S. Beer & Demina) G. Kadereit & Piirainen (Syn. Salicornia heterantha S.S.Beer & Demina), nur in der Provinz Rostow im südosteuropäischen Russland.

  - Salicornia persica Akhani, mit zwei Unterarten:
    - Salicornia persica subsp. persica, im Iran
    - Salicornia persica subsp. iranica (Akhani) G. Kadereit & Piirainen (Syn. Salicornia iranica Akhani), im Iran, vermutlich auch im östlichen Mittelmeergebiet und in Südwestasien.

## Ökologie
Queller sind Erstbesiedler der Verlandungszonen, häufig im Anschluss an Seegraswiesen. Dank ihrer hohen Salztoleranz wachsen Queller bereits im Überflutungsbereich und tragen damit zur Befestigung sowie der Anhäufung und Bindung von Schwebstoffen bei. Dieser Vorgang, der auch Sedimentation genannt wird, führt allmählich zur Verlandung.
Als obligate Halophyten sind Queller ausgesprochene Salzpflanzen. Sie ertragen von allen Blütenpflanzen die höchsten Salzgehalte. Bei Kulturversuchen wurde festgestellt, dass Queller im Unterschied zu Andelgras oder Dreizack auf Böden ohne Salz mit Kümmerwuchs reagiert. Der Queller verwendet die Sukkulenz als Strategie, um salzhaltige Böden zu tolerieren. Sukkulenz ist eine Strategie zur Verdünnung der aufgenommenen Salze. Mit den Salz-Ionen wird auch Wasser aufgenommen und in den großen Vakuolen gespeichert. Dadurch wird eine zu hohe intrazelluläre Salzkonzentration verhindert. Beim einjährigen Queller ist der Vegetationszyklus beendet, wenn die Salzkonzentration tödlich wird. Die salzüberlastete Pflanze färbt sich braun bis rot, ein Stresssymptom, und stirbt schließlich ab.
Die Samen benötigen zur Keimung Frischwasser und keimen deshalb erst nach einem Regen oder einer Überflutung. Nach dem Keimen verträgt die junge Pflanze die volle Meersalzkonzentration. Die bis zu 10.000 Samen pro Pflanze werden erst nach dem Absterben frei. Sie behalten im Boden eine lange Keimfähigkeit (bis zu 50 Jahre). Im Frühjahr entwickeln sich die frischen Keimlinge. Die Jungpflanzen wachsen schnell heran. Im August werden die unscheinbaren Blüten vom Wind bestäubt.
Im Spülsaum angetriebene Quellersamen bilden im Winter eine wichtige Nahrungsquelle für die Singvögel Berghänfling, Schneeammer, Bergfink, Ohrenlerche und Birkenzeisig.

## Verwendung
Der Queller ist essbar und wird auch Meeresspargel oder Salicorn (frz. Salicorne) genannt. Er ist ein wertvolles Wildgemüse von leicht pfeffrigem Geschmack und kann als Rohkost, blanchiert oder als Einlage in gesalzenem Essig oder als Beilage gegessen werden. Die junge Pflanze wird von Hand ab Mai geerntet. Es werden nur die Spitzen verarbeitet.
Da die Wurzeln  sowohl ins Meerwasser als auch in die salinenumschließende Tonerde reichen, enthält der Meeresspargel Nährstoffe und Mineralstoffe des Meeres und der vermittelnden Tonerde, beispielsweise Natrium, Kalium, Magnesium, Schwefel, Kalzium, Phosphor, Eisen, Zink, Mangan, Kupfer. Ebenso ist er eine natürliche Iodquelle mit hoher biologischer Wertigkeit.
Früher fand die Asche des Quellers bei der Seifenherstellung Verwendung. In der Glasbläserei wurde sie zur Herabsetzung des Schmelzpunktes dem Glas beigesetzt, daher auch der Name Glasschmelz.